# Guthheard
Guthheard (auch Guðheard; † zwischen 860 und 901) war Bischof von Selsey. Er wurde zwischen 839 und 845 geweiht und trat sein Amt im gleichen Zeitraum an. Er starb zwischen 860 und 901.